# 2878 Панацея
2878 Панацея (2878 Panacea) — астероїд головного поясу, відкритий 7 вересня 1980 року.
Тіссеранів параметр щодо Юпітера — 3,209.